# 19-es busz (Budapest, 1987–2008)
A budapesti 19-es jelzésű autóbusz a Pestszentlőrinc, vasútállomás és a Gubacsi út között közlekedett. A vonalat a Budapesti Közlekedési Zrt. üzemeltette.

## Története
19-es jelzéssel számos buszjáratot indítottak korábban, többek között az Alkotás utca–Istenhegyi út, később a Goldmark Károly utca és Zugló, Pákozdi tér között, valamint Csepel és Pacsirtatelep között HÉV-pótlóként is.
1987. május 1-jén Csepel, Csillagtelep és Pestszenterzsébet, Jahn Ferenc Kórház között 19-es jelzéssel indítottak járatot. 1995. augusztus 1-jén visszavágták a pestszenterzsébeti Gubacsi útig. 1999. március 1-jén a kórházi végállomását Pestszentlőrinc, vasútállomáshoz helyezték át, útvonala ezzel meghosszabbodott, kiváltva a korábbi 136-os buszokat. 2004. január 2-ától a pesterzsébeti Tesco áruházat is érintette.
2008. augusztus 21-étől a Csepelig meghosszabbított 36-os busz közlekedik helyette.

## Útvonala
| Gubacsi út felé | Pestszentlőrinc, vasútállomás felé |
| --- | --- |
| Pestszentlőrinc, vasútállomás vá. – Jegenye fasor – Lakatos út – Üllői út – Baross utca – Margó Tivadar utca – Kele utca – Méta utca – felüljáró – (Tesco bekötőút – Tesco Pesterzsébet – Tesco bekötőút –) Szentlőrinci út – Köves út – Tarcsay utca – Külső Vörösmarty utca – Vörösmarty utca – Előd utca – Vágóhíd utca – Tinódi utca – Baross utca – Topánka utca – Helsinki út – Szabadkai út – Gubacsi út – Gubacsi út vá. | Gubacsi út vá. – Török Flóris utca – Topánka utca – Baross utca – Tinódi utca – Vágóhíd utca – Alsó határút – Külső Vörösmarty utca – Tarcsay utca – Köves út – Szentlőrinci út – (Tesco bekötőút – Tesco Pesterzsébet – Tesco bekötőút –) felüljáró – Méta utca – Kele utca – Kinizsi Pál utca – Baross utca – Kossuth Lajos utca – Városház utca – Üllői út – Lakatos út – Jegenye fasor – Pestszentlőrinc, vasútállomás vá. |

## Megállóhelyei
| 0                                                                | Pestszentlőrinc, vasútállomás végállomás   | 39   | 17, 17, 36, 98, 98 Pestszentlőrinc            |
| 1                                                                | Lakatos út (↓) Jegenye fasor (↑)           | 38   | 17, 17, 36, 95, 98, 98, 193E, 200, 282E, 284E |
| 2                                                                | Dolgozó út                                 | 37   | 36, 182, 184                                  |
| 3                                                                | Üllői út (↓) Lakatos út (↑)                | 36   | 36, 93 50                                     |
| 4                                                                | Kemény Zsigmond utca (↓) Építő út (↑)      | 35   | 36, 93 50                                     |
| ∫                                                                | Teleki utca                                | 33   | 36, 93 50                                     |
| ∫                                                                | Thököly út                                 | 32   | 36, 93 50                                     |
| 5                                                                | Baross utca (↓) Kossuth Lajos utca (↑)     | 30   | 36, 93 50                                     |
| 6                                                                | Margó Tivadar utca                         | 29   | 36, 136                                       |
| 7                                                                | Kinizsi Pál utca (↓) Fiatalság utca (↑)    | 28   | 136                                           |
| 8                                                                | Szent Lőrinc-telep                         | 27   |                                               |
| 10                                                               | Ipacsfa utca                               | 26   | 194                                           |
| 11                                                               | Besence utca                               | 25   | 194                                           |
| 12                                                               | Zádor utca                                 | 24   |                                               |
| 13                                                               | Nagykőrösi út                              | 23   | 54, 55, 84, 89, 94, 94E, 254                  |
| Tesco Pesterzsébet megállót munkanapokon fél 9-ig nem érintette. |                                            |      |                                               |
| (+3)                                                             | Tesco Pesterzsébet                         | (+3) |                                               |
| 17                                                               | Írisz utca                                 | 19   | Soroksár                                      |
| 18                                                               | Mezsgye utca                               | 18   | 59, 123 Soroksár                              |
| 20                                                               | Jahn Ferenc Kórház                         | 17   | 59, 123 Soroksár                              |
| 21                                                               | Szent László utca                          | 15   | Soroksár                                      |
| 22                                                               | Külső Vörösmarty utca (↓) Tarcsay utca (↑) | 14   | Soroksár                                      |
| 23                                                               | Előd utca (↓) Vörösmarty utca (↑)          | 13   | 30, 52 Soroksár                               |
| 24                                                               | Vágóhíd utca (↓) Előd utca (↑)             | 12   |                                               |
| 25                                                               | Lehel utca (↓) Bólyai János utca (↑)       | 11   |                                               |
| 26                                                               | Akácfa utca (↓) Wesselényi utca (↑)        | 10   |                                               |
| 27                                                               | Klapka utca (↓) Torontál utca (↑)          | 9    |                                               |
| 28                                                               | Tinódi utca                                | 8    |                                               |
| 29                                                               | Nagysándor József utca                     | 7    | 51, 151                                       |
| 30                                                               | Kossuth Lajos utca                         | 6    |                                               |
| 32                                                               | Baross utca                                | ∫    | 23, 48, 51, 59, 66, 151, 166, Erzsébet        |
| 33                                                               | Pesterzsébet felső, HÉV-állomás            | ∫    | Ráckevei HÉV 23, 66                           |
| 35                                                               | Szabadkai út                               | ∫    | 23                                            |
| ∫                                                                | Pesterzsébet, városközpont                 | 4    | 23, 23, 48, 59, 66, 66, 166, Erzsébet         |
| ∫                                                                | Ady Endre utca                             | 3    | 23, 48, 59, 66, 166, Erzsébet                 |
| ∫                                                                | János tér                                  | 2    | Erzsébet 30, 52                               |
| ∫                                                                | Török Flóris utca                          | 1    | Erzsébet 30, 52                               |
| 36                                                               | Gubacsi út végállomás                      | 0    | Erzsébet 3, 30                                |